# Карион, Иоганн
Иоганн Карио́н (нем. Johann Carion, также Johannes Gewürznägelin, лат. Johannes Carion или Johannes Caryophyllus), урождённый Иоганн Нёгелин (нем. Johannes Nägelin; 22 марта 1499, Битигхайм-Биссинген — 2 февраля 1537 (1538?), Магдебург) — немецкий хронист, математик, астролог и медик.

## Биография
Родился 22 марта 1499 года в семье зажиточных бюргеров в городе Битигхайме в герцогстве Вюртемберг, где посещал латинскую школу. В 1514 году, в возрасте 15 лет, поступил в Тюбингенский университет, где изучал свободные искусства и познакомился с Филиппом Меланхтоном, будущим известным теологом и гуманистом. Учителями его являлись известный философ и филолог-гебраист Иоганн Рейхлин, а также профессор математики Иоганн Штёфлер, опубликовавший в 1499 году набор таблиц «Эфемериды», содержавший информацию о движениях планет и важный для астрологических расчетов.
Получив в 1518 году степень магистра искусств, перебрался в Берлин, где с 1522 года проживал при дворе курфюрста Иоахима I Бранденбургского, которому служил придворным механиком и астрологом. По примеру своего учителя Рейхлина, носившего прозвище «Капнион» (Kapnion), выбрал себе прозвище «Карион» (Carion), или «Кариофиллон» (Cariophyllon) в честь греческого названия гвоздики, немецкое наименование которой созвучно с его родовой фамилией (ср. ново-верхненемецкое Näglein).
Приобрёл известность своими предсказаниями, многие из которых сбывались. Так, он предсказал сильное наводнение 1524 года, начавшееся 15 июля, во время которого предупреждённый им курфюрст Иоахим со своей семьёй и свитой бежал из дворца на гору Рундерберг в окрестностях Берлина (совр. район Кройцберг). Но, проведя на ней большую часть дня, решил вернуться в город по совету своей супруги Елизаветы Датской, где встречен был дружным смехом горожан и узнал, что во время грозы от удара молнии там погибли кучер и четверо лошадей. Тем не менее, бегство герцога вызвало панику среди не только берлинцев, но и кёльнцев, многие из которых также пытались спастись на указанной возвышенности, с трудом отогнанные стражниками.
Позднее примкнул к движению Реформации, вступив в контакт с её лидером Мартином Лютером через своего однокашника по университету Меланхтона. При этом о переходе его из католичества в лютеранство ничего не известно. В 1527 году он также сблизился с прусским герцогом Альбрехтом, от имени которого вёл различные дипломатические поручения, в частности, способствовал заключению брака между Иоахимом II Гектором и польской принцессой Ядвигой Ягеллонкой (1535).
С 1532 года учился в Виттенбергском университете, где в 1535 году получил степень доктора медицины. Обладая внушительной комплекцией, не чуждался, в то же время, по отзывам своих современников, радостей жизни и излишеств за столом, от последствий которых и скончался в сравнительно молодом возрасте. О его смерти сообщает Меланхтон в своём письме от 2 марта 1537 года врачу и астроному Якобу Милиху, где он выражает также соболезнования вдове покойного и герцогу Альбрехту.

## Сочинения
Не позже 1518 года, по совету Меланхтона, занялся изучением всемирной истории, результатом которого стала «Хроника возрастов мира» (нем. Chronik des Weltzeitalters), под влиянием идей Реформации первоначально написанная на немецком языке, но позже переведённая на латынь Х. Бонном. Первый вариант хроники был опубликован в 1519 году под именем Иоганна Нёгелина фон Битигхайма и в значительной степени исправлен и дополнен самим Меланхтоном. Позднее Карион довёл свою хронику до 1532 года, а после его смерти Иоганн Функ продолжил её до 1546 года. В позднейших изданиях она получила название «Хроники Карионис» (лат. Chronica (Chronicon) Carionis).
Всемирная история в хронике подразделяется на периоды четырёх монархий, в соответствии с библейской Книгой пророка Даниила, за исключением времени его написания. Для неё характерно понимание истории как последовательного раскрытия божественного промысла, при этом в ней присутствуют и элементы гуманистической историографии Ренессанса, выражающиеся, в первую очередь, в попытках исторической критики. Помимо множества нарративных источников, среди которых можно выделить «Всемирную хронику» Германа из Райхенау (1054), «Всеобщую хронику» Эккехарда из Ауры (1125), сочинения Оттона Фрейзингенского (сер. XII в.), «Хронику пап и императоров» Мартина фон Троппау (1278), «Хронику императоров и королей» Якоба Твингера из Кёнигсхофена (1420), «Нюрнбергскую хронику» Хартмана Шеделя (1493), «Всемирную хронику» Иоганна Науклера (1516) и др., её автор активно использовал устные сообщения современников.
Оригинальные философские мысли и моралистические рассуждения Кариона, а также приводимые им астрологические выкладки, — всё это придавало хронике широкую популярность у современников и потомков. Опубликованная в законченном виде в 1532 году в Виттенберге, она, помимо латыни, переведена была на нидерландский, французский, датский и испанский языки, и долгое время служила учебником по истории в протестантских школах Германии и сопредельных государств.
Составил астрологический календарь, впервые опубликованный в 1519 году в Берлине под заглавием «Practica» и в 1531-м переизданный в Нюрнберге. Среди его знаменитых пророчеств называют Реформацию в Германии и даже Великую Французскую революцию. Предсказания его подвергались, однако, серьёзной критике со стороны его современника-астролога Андреаса Перлаха, упрекавшего его в занятиях магией, вместо использования «естественных астрологических знаний».

## В культуре
- Является персонажем исторического романа немецкого писателя-реалиста XIX века Алексиса Виллибальда «Оборотень» (1848), где ему безосновательно приписывается еврейское происхождение.
- События наводнения 1524 года и связанное с ним предсказание Кариона легли в основу сюжета исторического романа немецкого писателя-антифашиста Вернера Бергенгрюна «На небе и на земле» (1940)[6].